# Regalo

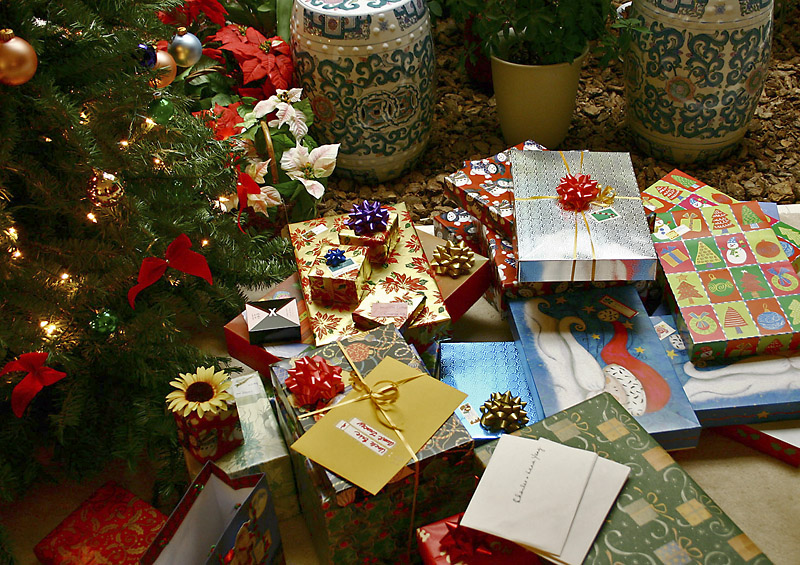
Regalos debajo de un árbol de Navidad.

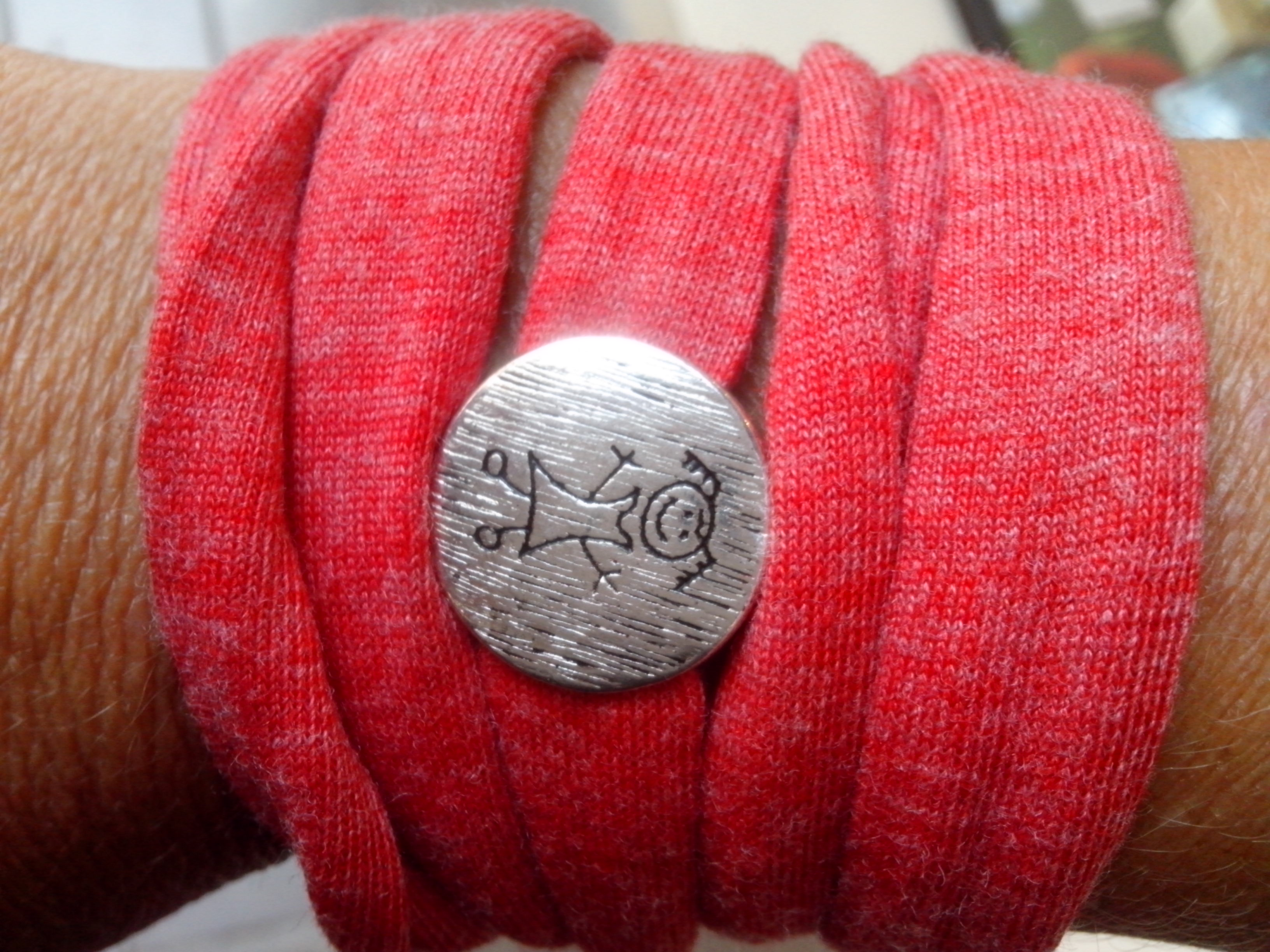
Pulsera solidaria

Un regalo  obsequio o presente es la entrega de objetos sin requerir algo a cambio; por extensión se puede llamar regalo a cualquier manifestación de afecto dirigidos a otro.

## Simbología del regalo
Fue Marcel Mauss (1925) el primero que estudió en profundidad el proceso que encierra el regalo,, identificándolo con el intercambio de obligaciones mutuas como elemento social inherente a la naturaleza humana y fundamentado en el esquema dar, recibir y devolver. En esta misma línea pero desde el punto de vista del marketing, autores como Belk (1979) afirman que el principal valor del regalo es simbólico, desplazando el valor económico y funcional a un segundo plano. Tanto es así que desde tiempos inmemorables el regalo ha cumplido una función comunicativa dentro del grupo humano, con fines tan heterogéneos como numerosos.

## Situaciones en las que se suele entregar regalos
Algunas situaciones frecuentes en las que se entrega un regalo:
- Expresión de amor y de amistad
- Expresión de gratitud por un regalo antes recibido.
- Costumbre, en ocasiones (normalmente celebraciones) como:

- Un cumpleaños – el que cumple años recibe un pastel y regalos.
- El Día del Padre – el padre recibe regalos.
- El Día de la Madre – la madre recibe regalos.
- La Navidad – gente intercambia regalos (muchas veces se implica que Los Reyes Magos en España o Papá Noel en muchos otros lugares del mundo son los proveedores del regalo)
- Una boda – la pareja recibe regalos y provee de comer y tomar en la recepción.
- Un funeral – los visitantes traen flores, los parientes del muerto dan de comer y beber después de la parte ceremonial.
- Un nacimiento – el recién nacido recibe regalos.
- Un baby shower - los padres reciben un regalo para el hijo que va a nacer.
- Buenas Calificaciones – el estudiante recibe regalos y felicitaciones.
- Proveer de comida o bebida a alguien invitado al hogar.
- Día del niño- Los niños reciben regalos
- Día de San Valentín - Los novios, amigos y familiares se entregan obsequios.
- regalos virtuales- ahora existen cartas y regalos virtuales que permiten que otra persona a lo lejos se dé cuenta que lo recordaste.

- Regalos originales- Actualmente se han puesto de moda los regalos originales, tales como frikadas para el hogar o para la oficina, para ellas, para ellos, para tu mascota, para tu bebé y en estas secciones podemos encontrar cosas tan originales como el regalo en sí.
- Regalos solidarios- Los fondos obtenidos por la venta de estos productos sirven para financiar proyectos de cooperación, iniciativas públicas o privadas de ayuda al tercer mundo o cualquier iniciativa generalmente de carácter altruista.

Orden Sagrado Se Regala Objetos Religiosos

## Cómo entregar el regalo
El regalo se entrega envuelto en un elegante envoltorio (Papel de regalo) o recipiente adornado con cintas o lazos. Si el regalo no se puede envolver como ocurre con las flores o las cestas de Navidad, aun así se debe utilizar papel celofán o de otro tipo embellecido con algún detalle. A veces simplemente se da en una (caja)
Generalmente, se envía a casa del destinatario salvo en ocasiones especiales en que se entrega en mano, como en los Cumpleaños o al ser invitados a una comida informal. Algunos regalos se entregan antes de una celebración como es el caso de las bodas, o después de un suceso como cuando se dan como gesto de agradecimiento o premio por algún mérito particular.

## Visión religiosa
En la antigua Roma, el intercambio de regalos (denominados xenia) era una costumbre llevada a cabo en las Saturnales (festividades en honor de Saturno, celebradas del 17 al 23 de diciembre) así como en el dies natalis o cumpleaños.
Lewis Hyde remarca en El Regalo que el cristianismo considera la encarnación y consecuente muerte de Jesús como el regalo más grande para la humanidad, y que según el Jataka, que contiene la historia de Buda, en su encarnación como el Wise Hare da las últimas limosnas ofreciéndose a sí mismo como una comida para Sakka. (Hyde, 1983, 58-60)
En la Iglesia Ortodoxa Oriental el pan y el vino que se consagraron durante la Divina Liturgia se les conoce como "los regalos". Ellos son los primeros de todos los dones de la comunidad (tanto individual como colectivamente) a Dios, y luego, después de la epíclesis, los dones del Cuerpo y la Sangre de Cristo a la Iglesia.
Los sacrificios rituales pueden ser vistos como regalos de vuelta a una deidad.